# Novell Pulse
Novell Pulse корпоративный пакет программного обеспечения снабжённого социальными возможностями для совместного и корпоративного сотрудничества в разработке платформы от Novell. Novell Pulse получила полную интеграцию с системой Google Wave, объединяющей возможности электронной почты, мгновенных сообщений и группового сотрудничества.

## Сервис
Продукт создан для «облачного» и настольного использования, и позволяет коллективно трудиться над документами в реальном времени, как это происходит сейчас в случае с GroupWise, Teaming и другим программным обеспечением Novell.